# Palmer (filme)
Palmer (mesmo título em Portugal e no Brasil) é um filme de drama norte-americano dirigido por Fisher Stevens e roteirizado por Cheryl Guerriero. A obra é estrelada por Justin Timberlake, Juno Temple, Alisha Wainwright, June Squibb e Ryder Allen. Em 29 de janeiro de 2021, Palmer foi lançado digitalmente através da Apple TV+. O longa-metragem garantiu uma boa recepção da crítica especializada, com aclamação para as atuações e para a abordagem temática.

## Elenco
- Justin Timberlake como Eddie Palmer, um ex-astro de futebol universitário e ex-presidiário que passou 12 anos na prisão por roubo e tentativa de homicídio
- Ryder Allen como Sam Burdette, o jovem vizinho de Eddie que se torna seu filho substituto
- Alisha Wainwright como Maggie Hayes, professora de Sam e interesse romântico de Eddie
- June Squibb como Vivian Palmer, avó de Eddie
- Juno Temple como Shelly Burdette, a mãe drogadita de Sam
- Jesse C. Boyd como Coles, amigo de Palmer que trabalha como policial
- JD Evermore como Diretor Forbes
- Lance E. Nichols como Sibs, chefe de Eddie
- Dean Winters como Jerry, o namorado abusivo de Shelly
- Jay Florsheim como árbitro de futebol

## Produção
O roteiro de Palmer apareceu pela primeira vez em 2016, no Black List, um agregador de roteiros cinematográficos que ainda não foram lançados. Em setembro de 2019, foi anunciado que Justin Timberlake interpretaria o protagonista Eddie Fisher, numa obra sob direção de Fisher Stevens e roteiro de Cheryl Guerriero. Em outubro de 2019, Alisha Wainwright e Ryder Allen entraram para o elenco.
As filmagens inicias de Palmer ocorrera mem Nova Orleães, em Luisiana, nos Estados Unidos, de 9 de novembro a 13 de dezembro de 2019. A trilha sonora do filme foi desenvolvida pelo compositor Tamar-kali.

## Lançamento
Em julho de 2020, o Apple TV+ adquiriu os direitos de distribuição do filme e realizou o lançamento em sua plataforma no dia 29 de janeiro de 2021. Palmer garantiu a segunda maior abertura de um lançamento cinematográfico na plataforma, e a terceira no geral. A produção aumentou sua audiência em 33% no fim de semana de estreia, estabelecendo um novo recorde para o Apple TV+.

## Recepção da crítica
No site agregador de críticas Rotten Tomatoes, 72% das 114 resenhas dos críticos são positivas, com uma classificação média de 6,3/10. O consenso do site diz: "Palmer é elevado por temas dignos e um conjunto forte liderado por um cantor impressionante chamado Justin Timberlake." O Metacritic, que usa uma média ponderada, atribuiu ao filme uma pontuação de 53 em 100, baseado em 21 críticos, indicando "aclamação universal".